# Lépinas

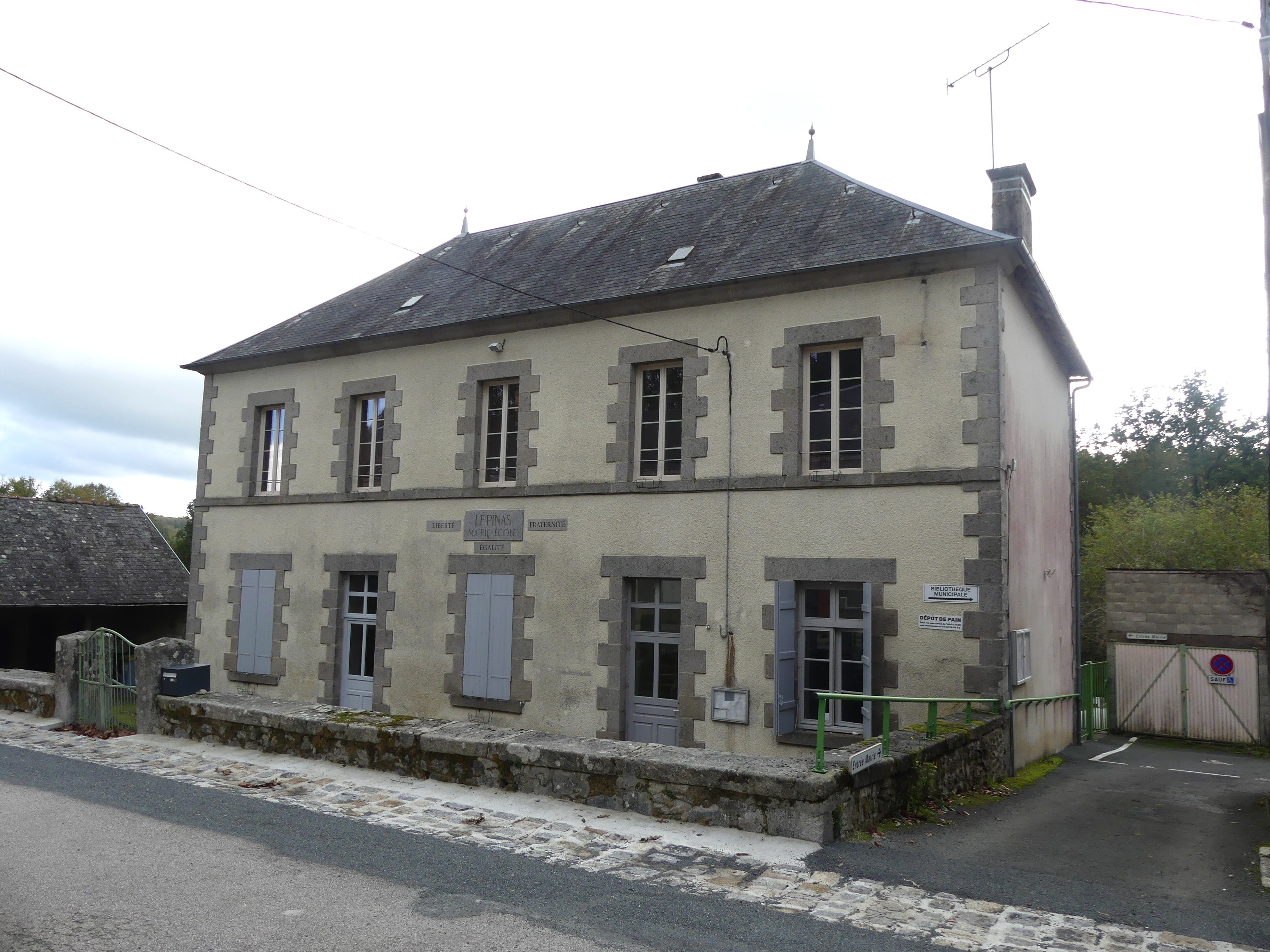
Rathaus von Lépinas

Lépinas ist eine Gemeinde in Frankreich. Sie gehört zur Region Nouvelle-Aquitaine, zum Département Creuse, zum Arrondissement Guéret und zum Kanton Ahun.

## Geographie
Sie grenzt im Norden an Peyrabout, im Nordosten an Saint-Yrieix-les-Bois, im Osten an Sous-Parsat, im Südosten an Le Donzeil, im Süden an La Chapelle-Saint-Martial und im Westen an Maisonnisses.

## Bevölkerungsentwicklung
| Jahr      | 1962 | 1968 | 1975 | 1982 | 1990 | 1999 | 2006 | 2008 | 2012 |
| --------- | ---- | ---- | ---- | ---- | ---- | ---- | ---- | ---- | ---- |
| Einwohner | 343  | 306  | 269  | 231  | 225  | 191  | 179  | 175  | 162  |

## Sehenswürdigkeiten
- Kirche Saint-Pierre et Saint-Paul aus dem 14. Jahrhundert